# Vidor, Texas
Vidor är en ort i Orange County i Texas. Vid 2020 års folkräkning hade Vidor 9 789 invånare.